# Клет (папа римский)
Клет (Анаклет) (лат. Cletus (Anacletus); ум. 88 или 90) — епископ Рима с 76 (78) по 88 (90).

## Биография
Об этом римском епископе сведений ещё меньше, чем о его предшественнике Лине. Так, из «Церковной истории» Евсевия Кесарийского становится известно, что преемником Лина был некий Анаклет, ставший епископом во второй год правления Тита, то есть в 81 г. н. э. Ириней Лионский также называет Анаклета преемником Лина (Против ересей, III, 3, 3). В целом, у Евсевия это имя встречается трижды (причём один раз он цитирует Иринея). При этом об Анаклете он не сообщает ничего, кроме того, что тот был епископом после Лина (Ц. И., III, 13, 1; III, 21, 1; V, 6, 2). Но о том, сколько лет Анаклет был епископом, Евсевий не пишет. Похоже, что в данном случае сведения Евсевия стоят в прямой зависимости от слов Иринея.
Иероним Стридонский (ок. 347—420 гг.) замечает, правда не без сомнения, что Лин и Анаклет были вторым и третьим епископами после Петра (О знаменитых мужах, 15). Здесь автор строго следует традиции Иринея и Евсевия. Старший современник Иеронима, крупнейший ересеолог своего времени — Епифаний Кипрский (307—403 гг.), приводит несколько иные сведения. Второго римского епископа он называет не Анаклетом, а Клетом (Панарий, 27, 6). Однако в современной науке принято считать, что это одно и то же лицо. Французский историк христианства Эрнест Ренан замечает, что Анаклета стали называть Клетом довольно рано и, как следствие, считали их за разных лиц. Данная путаница объясняется, вероятно, тем, что уже в древности о втором епископе Рима знали очень мало. Следует также отметить, что Анаклета (Клета), в отличие от Лина, не отождествляли с новозаветными персонажами.